# Castagniccia

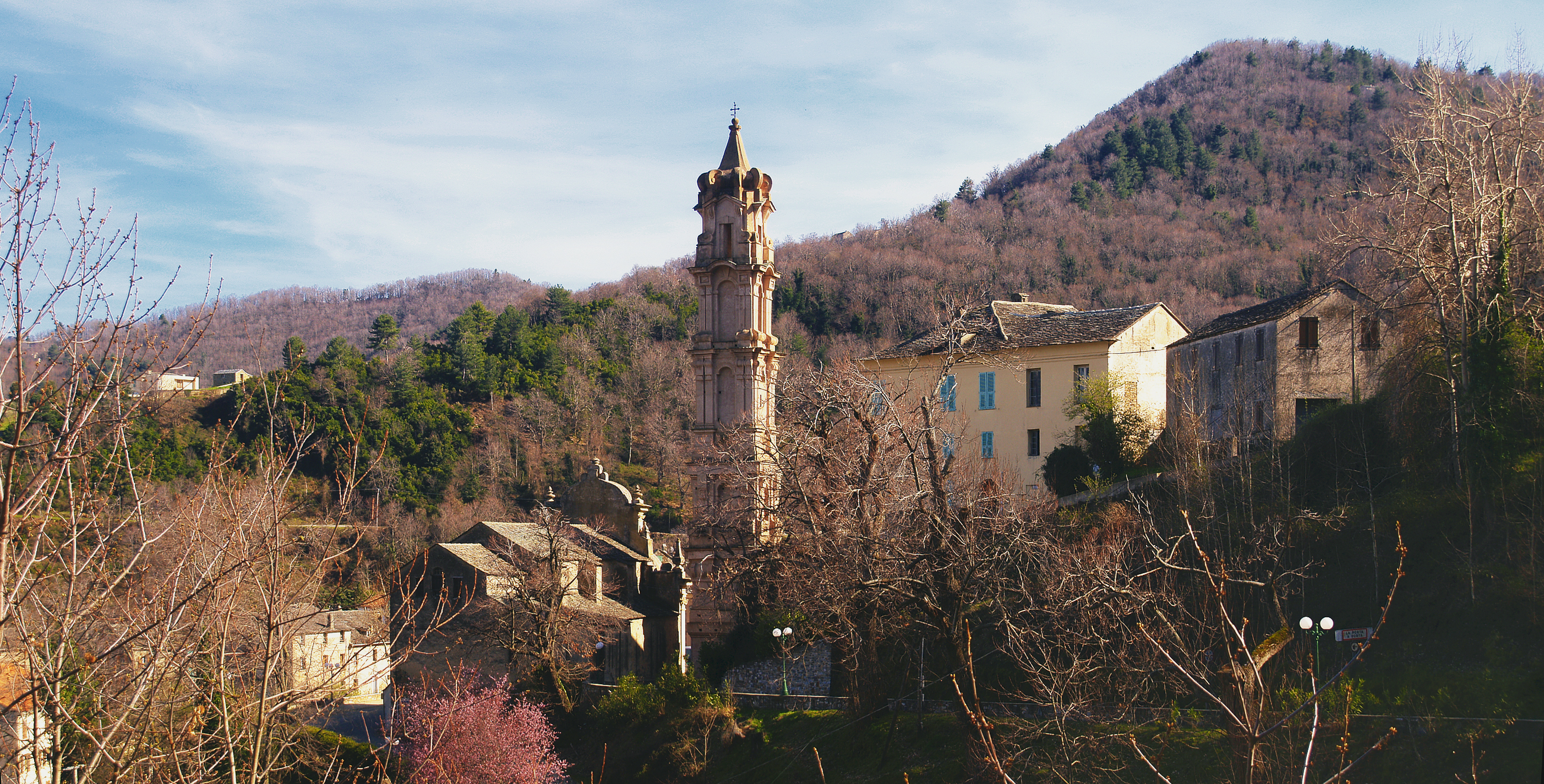
La Porta is de historische hoofdplaats van de Castagniccia

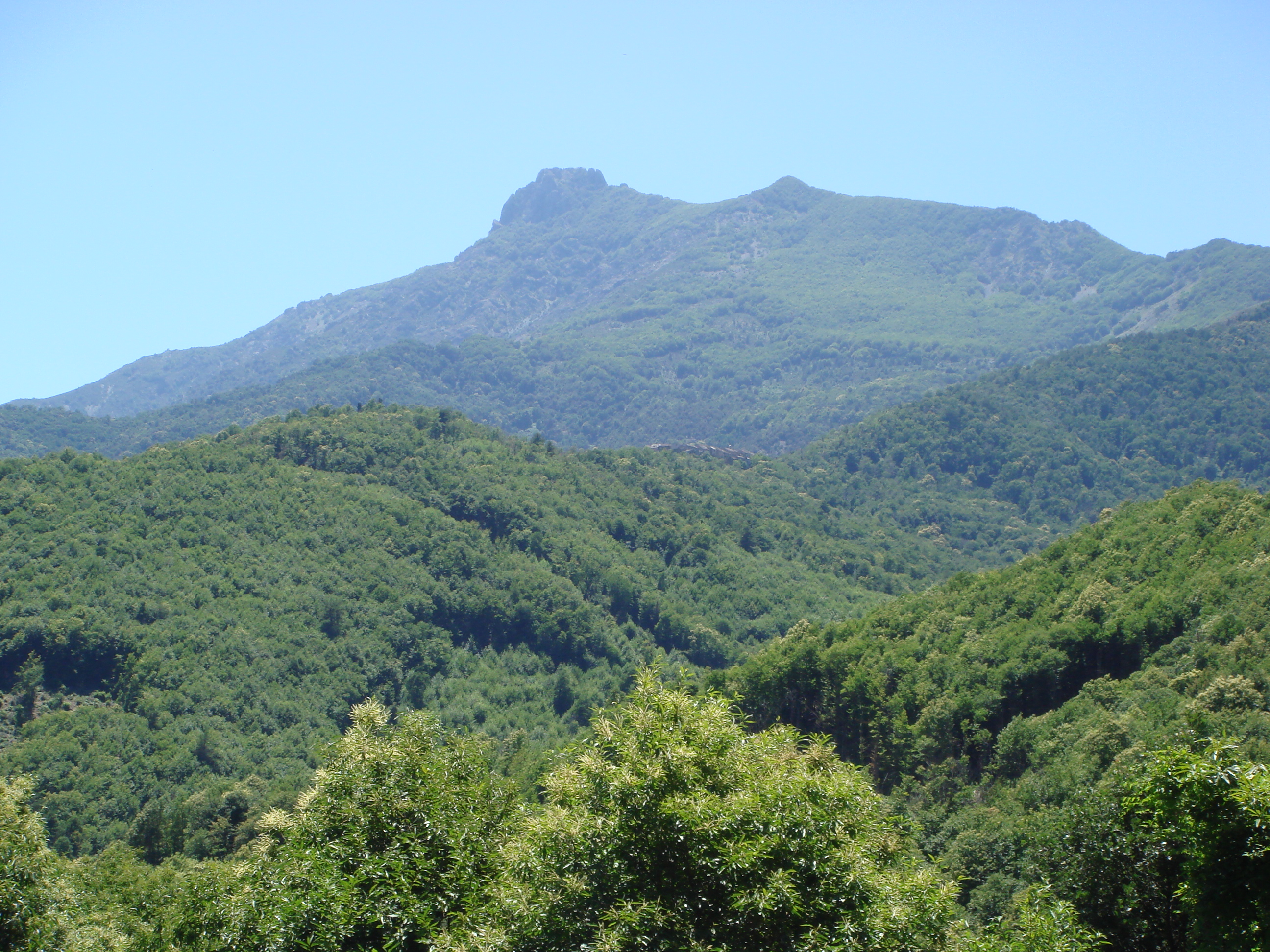
De Monte San Petrone vormt met zijn 1767 meter de hoogste top van de Castagniccia

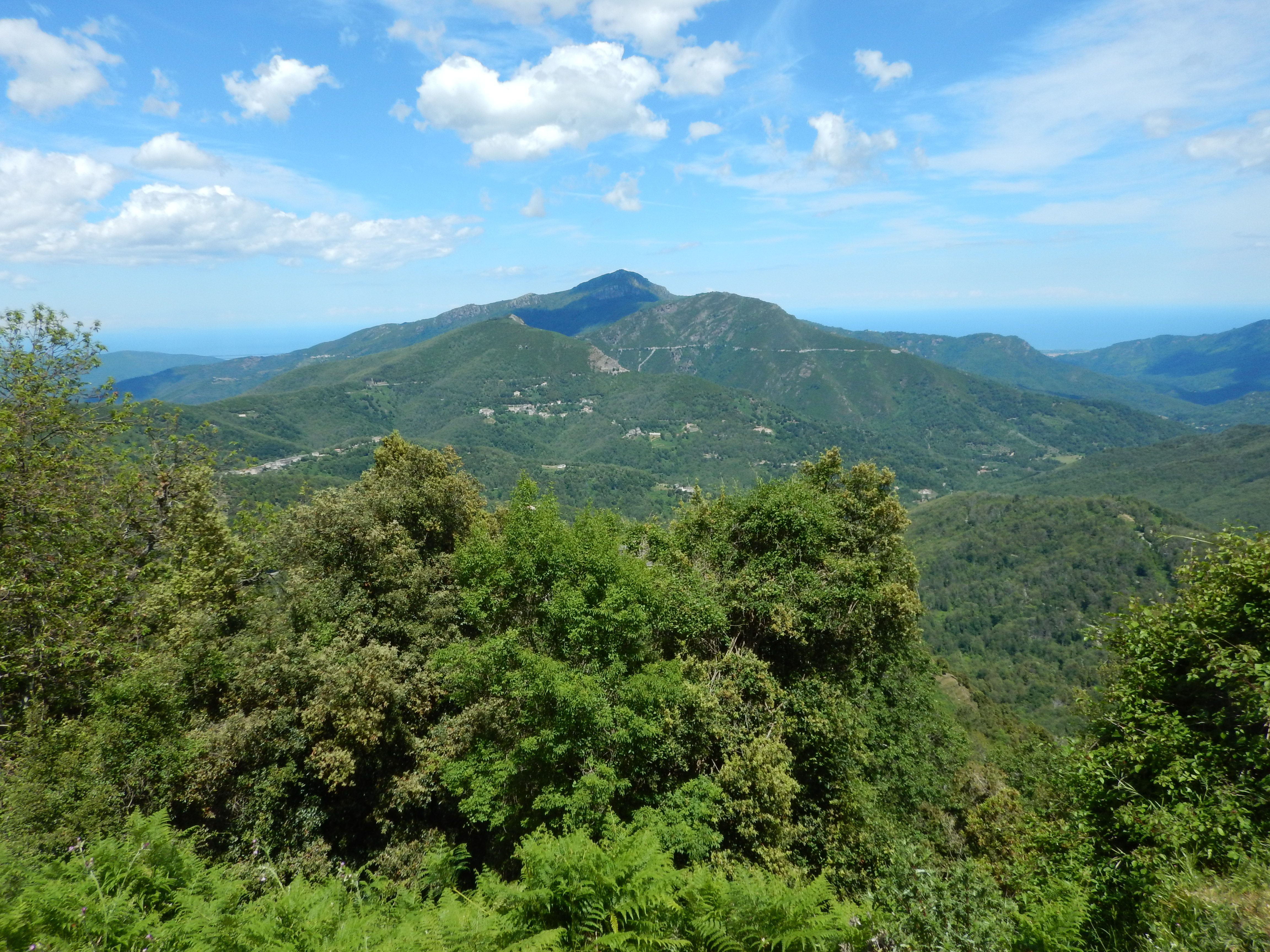
Zicht op de Castagniccia vanaf de Bocca di u Pratu met de Tyrreense Zee in de achtergrond

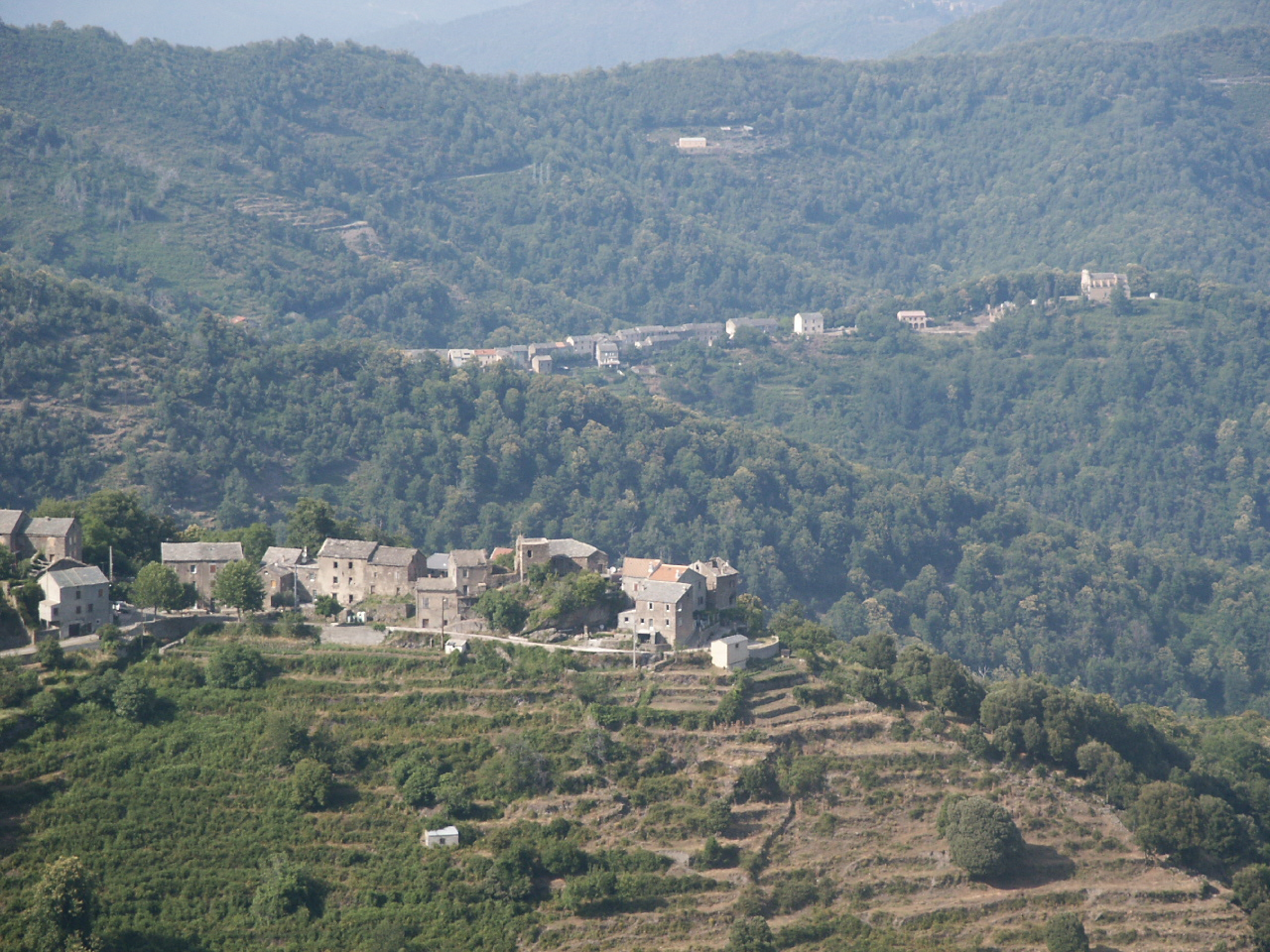
Landschap van de Castagniccia. Links vooraan, "Stoppia Nova" (dorp van U Quercitellu), rechts achteraan Ghjucatoghju).

Castagniccia is een regio in Midden-Oost-Corsica. Het gebied is gekend voor zijn uitgestrekte kastanjebossen. Het hoogste punt wordt gevormd door de Monte San Petrone (1767 m). De streek bestaat uit een hoge dichtheid van dorpen, zeker in vergelijking met andere regio's in Corsica. Gemeentes hebben er een vaak een uitzonderlijk kleine oppervlakte. Dit is historisch gegroeid. In de late middeleeuwen en vroegmoderne tijd werd de streek gekenmerkt door welvaart en een hoge bevolkingsdichtheid. Omstreeks 1800 had de streek de grootste rurale bevolkingsdichtheid van Europa.
De regio bestaat zes pievi, oude bestuurlijke eenheden op Corsica van voor de Franse Revolutie. In de enge betekenis bestaat de Castagniccia vandaag enkel uit de pievi van Ampugnani, Orezza en Alesani. In de ruime zin worden ook drie microregio's ten westen van de Monte San Petrone en ten noorden van de Bocca di Sant' Antone tot de Castagniccia gerekend: Casacconi, Rustinu en Vallerustie. Deze drie pievi hebben historisch heel sterke banden met Ampugnani en Orezza. Soms worden deze vijf pievi gegroepeerd als de « cinque pievi ».
Ten noorden van Ampugnani ligt Casacconi en ten noordoosten de Casinca, die niet tot de Castagniccia wordt gerekend. Ten zuiden van Ampugnani ligt Orezza, met Piedicroce als hoofdplaats. Ten westen en ten noordwesten ligt de Rustinu. Ten zuiden van Orezza ligt Alesgiani, met E Valli d'Alisgiani als hoofdplaats en ten westen van Orezza ligt de Vallerustie.

## Geschiedenis

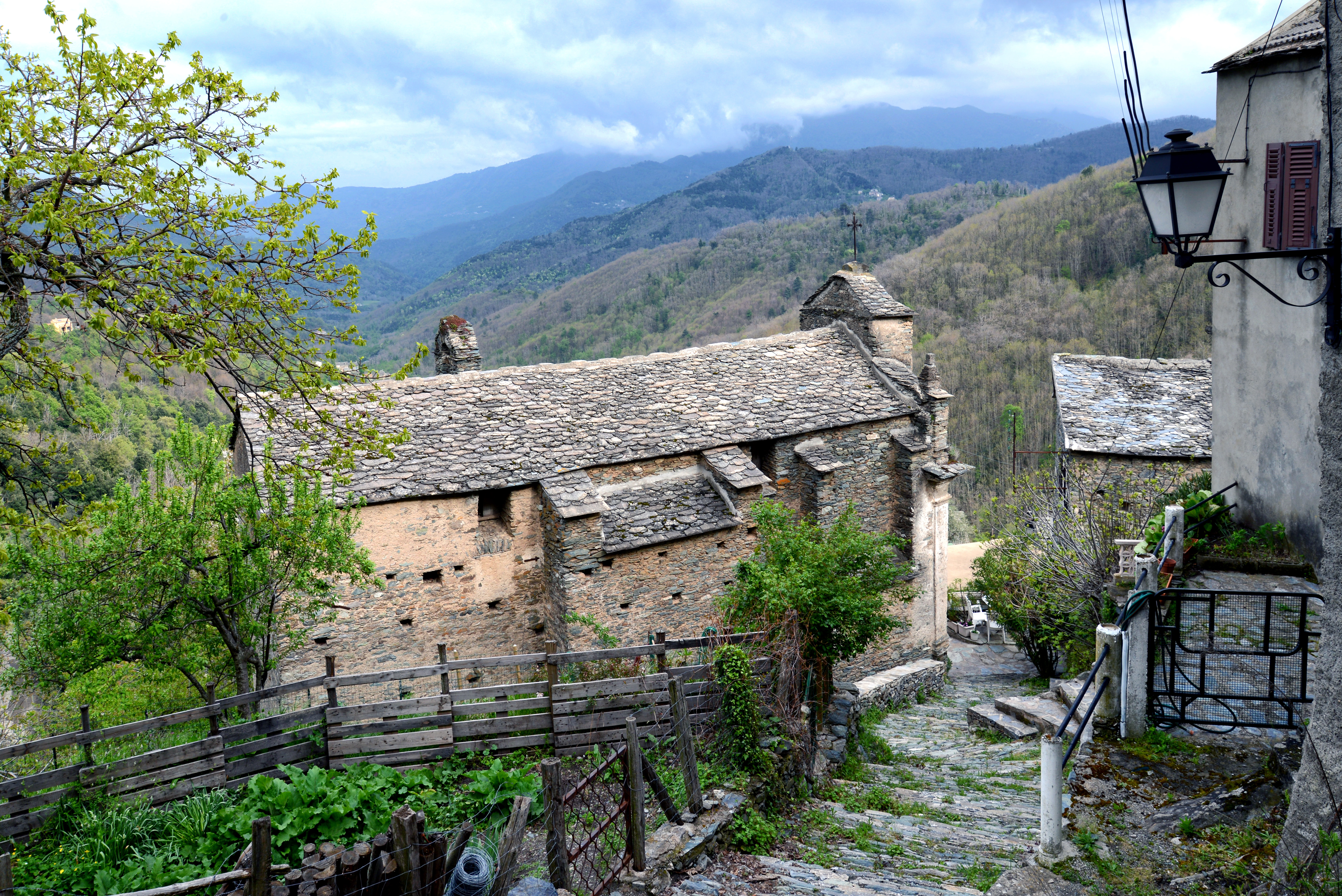
De kapel Sant' Antone in Lutina (gemeente Poggio-Marinaccio) in de Ampugnani

De naam "Castagniccia" dateert uit de zeventiende eeuw. De tamme kastanje, die in Corsica de bijnaam "l'arbre de pain" ("boom van het brood") draagt, werd sterk gestimuleerd door de Genuezen vanaf de veertiende eeuw. Een ordonnantie uit 1584 verplichtte elke boer om elk jaar minstens vier vruchtbomen te planten. In 1770 vertegenwoordigde de kastanje 70% van de gewassen. Dit bracht een zekere welvaart met zich mee en een sterke bevolkingsgroei in de Castagniccia.
De Castagniccia was een van de belangrijkste broeihaarden van revolte tijdens de Corsicaanse Onafhankelijkheidsoorlog in de achttiende eeuw. In deze tijd was de Castagniccia zeer dicht bevolkt. Verschillende belangrijke verzetsstrijders waren afkomstig uit de Castagniccia, waaronder Pasquale Paoli die geboren werd in het dorp Merusaglia. Mede hierdoor is de Corsicaanse identiteit bijzonder sterk aanwezig in de Castagniccia.
Uit tellingen uitgevoerd door de Fransen in 1786 bleek dat 49% van de artisanale producten in Corsica werden geproduceerd in de 14 dorpen van de Castagniccia. Dit verklaart de welvaart van deze bergachtige streek. Rond 1900 begon echter een sterke emigratie en daalden de inwonersaantallen in de dorpen van de Castagniccia sterk. Aan het begin van de 21e eeuw was de streek bijna helemaal ontvolkt.

## Gemeentes
Ampugnani
- Casalta (A Casalta)
- Casabianca A Casabianca)
  - U Quercetu
- Croce (A Croce d'Ampugnani)
- Ficaja (A Ficaghja)
  - Ezau
- Giocatojo (U Ghjucatoghju)
- La Porta (A Porta d'Ampugnani)
- Piano (U Pianu)

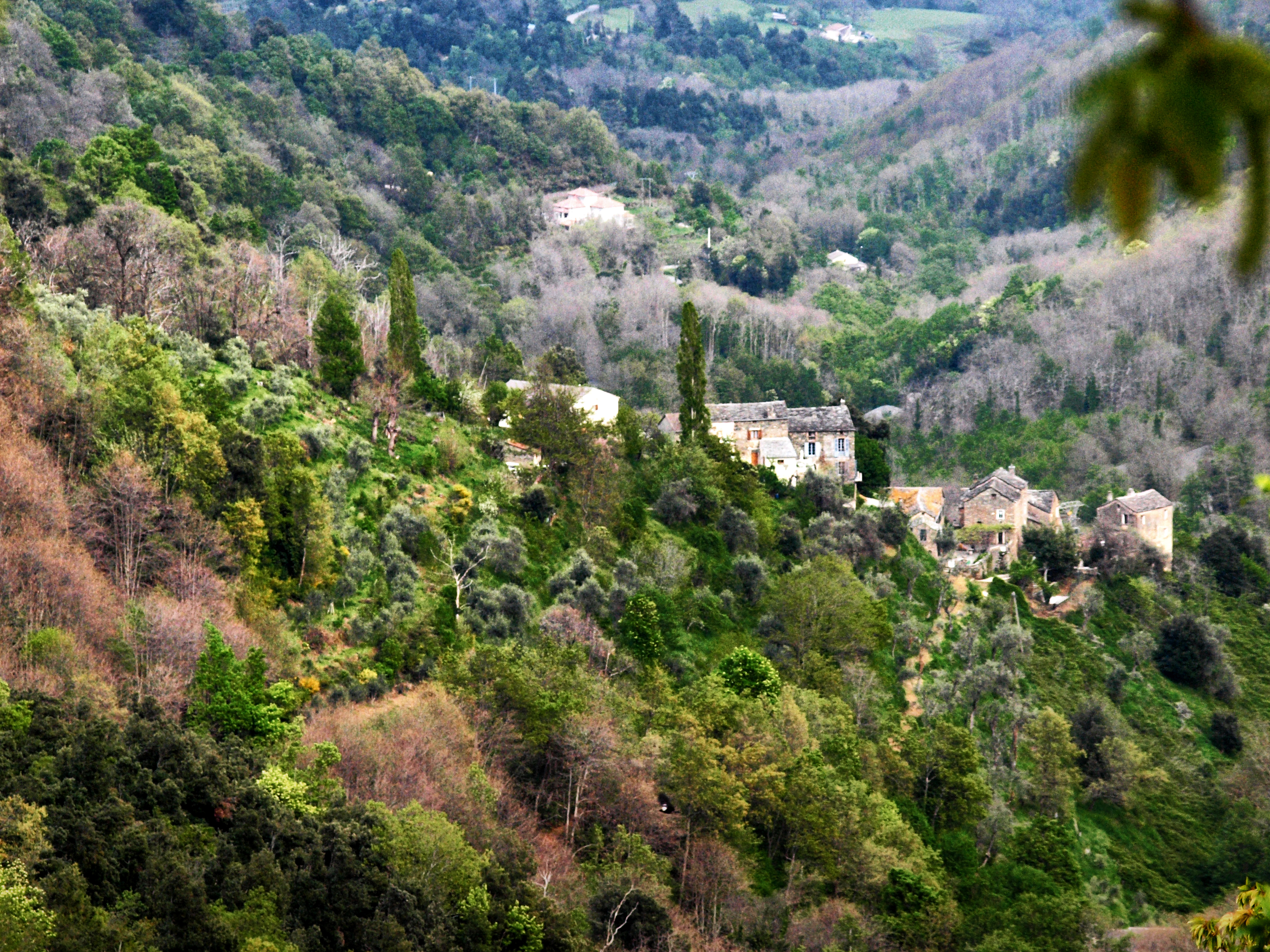
Zicht op het dorp U Poghju Marinacciu

- Poggio-Marinaccio (U Poghju Marinacciu)
  - Lutina
- Polveroso (U Pulverosu)
- Pruno (U Prunu)
- Quercitello (U Quercitellu)
  - Stoppia Nova
- San-Damiano (San Damianu d'Ampugnani)
- San-Gavino-d'Ampugnani (San Gavinu d'Ampugnani)
- Scata (Scata)
- Silvareccio (U Silvarecciu)

Orezza 
- Campana (A Campana)
- Carcheto (Carchetu)
  - Brusticu
- Carpineto (U Carpinetu)
- Monacia-d'Orezza (A Monacìa d'Orezza)
- Nocario (Nucariu)
  - L'Erbaghju
  - U Petricaghju d'Orezza
- Parata (A Parata d'Orezza)
- Piazzole (E Piazzole d'Orezza)
- Pie-d'Orezza (U Pedorezza)
  - Campudònnicu
- Piedicroce (Pedicroce)
  - A Pastureccia d'Orezza
- Piedipartino (Pedipartinu)
- Rapaggio (Rapaghju)
- Stazzona (A Stazzona)
- Valle-d'Orezza (A Valle d'Orezza)
- Verdèse (A Verdese)

Alisgiani (Alesani)
- Felce (Felge)
- Novale (A Novale)
- Ortale (L'Ortale)
- Perelli (I Pirelli d'Alisgiani)
- Piazzali (I Piazzali)
- Pietricaggio-d'Alesani (U Petricaghju d'Alisgiani)
- Piobetta (A Piupeta)
- Tarrano (Tàrranu)
- Valle-d'Alesani (E Valli d'Alisgiani)

Casacconi
- Ortiporio (Ortiporiu)
- Crocicchia (A Crucichja)
- Monte (U Monte)
- Olmo (L'Olmu)
- Campile
- Penta-Acquatella
- Prunelli-di-Casacconi (I Prunelli)

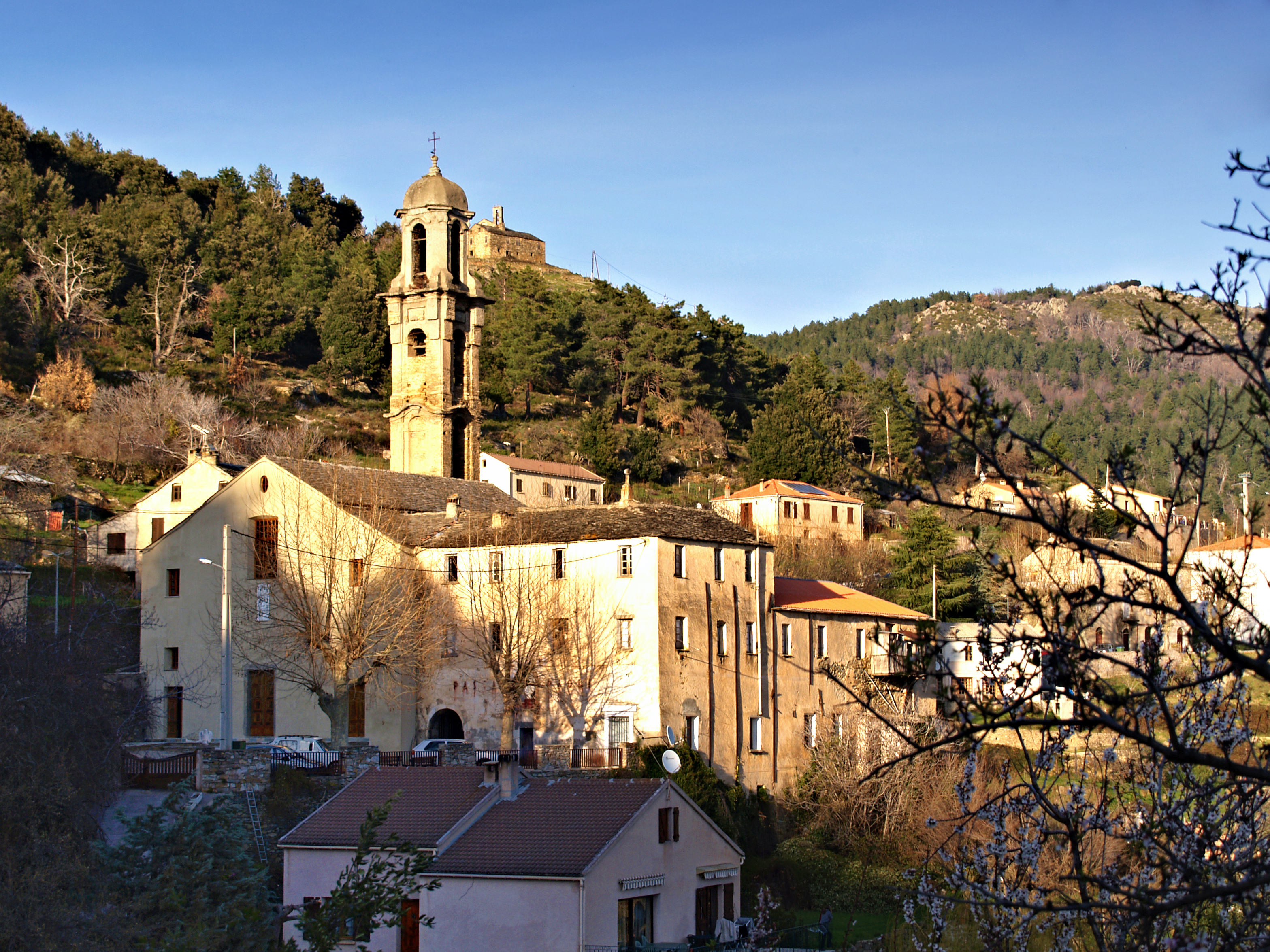
Merusaglia, het geboortedorp van Corsicaans revolutionair en verzetsstrijd Pasquale Paoli

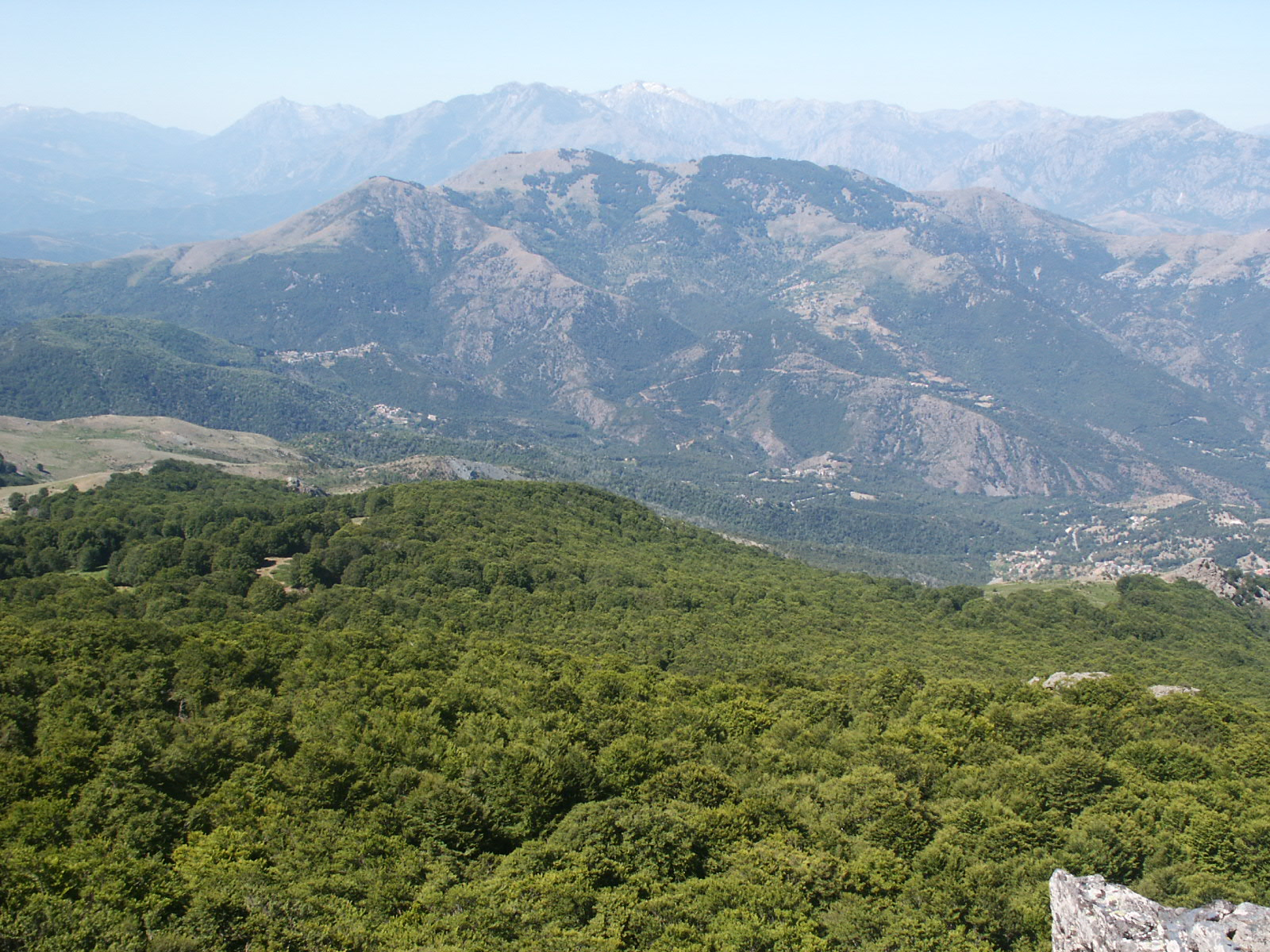
Zicht op de Vallerustie vanaf de top van de Monte San Petrone

Rustinu
- Bisinchi
- Castello-di-Rostino (U Castellu)
- Valle-di-Rostino (E Valle)
- Morosaglia (Merusaglia)
- Castineta
- Gavignano (Gavignani)
- Saliceto (U Salgetu)

Vallerustie
- Aiti
- Cambia
- Carticasi
- Erone
- Lano (Lanu)
- Rusio (Rusiu)
- San-Lorenzo (San Lurenzu)